# Philibert Hugonet
Philibert Hugonet (zm. 11 września 1484 w Rzymie) – francuski kardynał (zwany kardynałem z Mâcon). Brat kanclerza księstwa burgundzkiego Guillaume Hugonet, zamordowanego w 1477.

## Życiorys
Niewiele wiadomo o jego młodości. Ukończył studia na uniwersytecie w Pawii, uzyskując tytuł doktora praw i objął (prawdopodobnie już w 1451) funkcję dziekana kapituły katedralnej w Mâcon. Od 1467 działał w służbie dyplomatycznej księcia Burgundii Karola Zuchwałego, posłując m.in. do papieża Pawła II. 2 października 1472 został mianowany biskupem Mâcon; jego poprzednikiem na tym stanowisku w latach 1451–1472 był jego wuj Etienne Hugonet.
7 maja 1473 papież Sykstus IV mianował go kardynałem prezbiterem. 10 maja 1473 otrzymał czerwony kapelusz, a 17 maja 1473 nadano mu kościół tytularny S. Lucia in Silice, który 17 sierpnia 1477 wymienił na Ss. Ioannis et Pauli. Jako kardynał był opatem komendatoryjnym wielu francuskich opactw benedyktyńskich i cysterskich, które przynosiły mu pokaźny dochód. W 1478/79 był legatem papieskim w Viterbo, a w 1480–1481 przebywał we Francji. 10 lipca 1484 został mianowany biskupem Autun, jednak zachował także funkcję biskupa Mâcon. Uczestniczył w konklawe 1484 i zmarł krótko po jego zakończeniu. Pochowano go w rzymskim kościele S. Maria del Popolo.